# Херсонский троллейбус
Херсонский троллейбус (укр. Херсонський тролейбус) — вид общественного транспорта в городе Херсон Херсонской области Украины. В будние дни на линии работало 40 троллейбусов, в выходные — 33, при наличии 51 машины в городском троллейбусном парке.
На 2024 год движение осуществляется по 5 маршрутам: 4, 8, 9, 11 и 12.

## История
В 1959 г. был утвержден проект херсонского троллейбуса. Первую очередь городской троллейбусной линии возводила бригада опытных монтажников, участвовавших в строительстве и пуске крымской троллейбусной магистрали Симферополь — Алушта. Одновременно с установкой в Херсоне опор электролинии на маршруте производились работы по обустройству люминесцентного уличного освещения.

### 1960-е
10 июня 1960 г. первые 6 троллейбусов МТБ-82Д в Херсоне открыли движение на маршруте № 1, за первый день перевезя 11 932 пассажира. Они ходили по одному единственному маршруту общей протяжённостью свыше 8 км: от железнодорожного вокзала по проспекту Ушакова — улице Перекопской до её пересечения с улицей Хороводной (ныне улица Субботы). До конца года поступили ещё 8 аналогичных машин. К 8 февраля 1961 г. линии были продлены от Хороводной до кольца перед Хлопчатобумажным комбинатом (ХБК), будущей площади 50-летия СССР (ныне Павла Дубинды).
В 1962 г. подвижной состав пополнился тремя ЗиУ-5, одними из наиболее совершенных троллейбусов на то время. 10 августа был совершён пробный рейс по новому маршруту № 2: Железнодорожный вокзал — Кузни. На следующий день на него вышли 5 машин. С 9 августа 1964 г. маршрут был перенаправлен на новый участок троллейбусной линии по реконструированной улице Коммунаров (ныне Воронцовской), соединив железнодорожный вокзал с речным портом.
20 октября 1963 г. открылся маршрут № 3: ХБК — Кузни (ныне площадь Корабелов).
20 февраля 1964 г. маршрут № 4 связал недавно застроенный микрорайон Жилпосёлок с площадью Корабелов, а уже осенью того же года маршруты № 3 и № 4 были продлены от площади Корабелов через мост над Кошевой на Карантинный остров. Жилого микрорайона Корабел тогда не существовало, и троллейбусная линия проходила по Островскому шоссе сквозь Материальные ворота прямо по территории судостроительного завода.
12 августа 1965 г. появился маршрут № 5: ХБК — Перекопская — Речпорт. Позднее линии по улице Перекопской были продлены до безымянной площади перед кинотеатром «Салют» (ныне площадь Вячеслава Черновола), и с 10 октября 1976 г. маршрут вместо ХБК стал обслуживать микрорайон Восточный.
В январе 1966 г. для обслуживания работников ХСЗ был запущен маршрут № 6, дублировавший № 4 за исключением отдельного конечного участка на территории судостроительного завода, завершавшегося разворотным кольцом у центральной проходной. Из Одессы прибывали троллейбусы ОдАЗ-695Т, из Харькова был передан единственный за всю историю херсонского троллейбусного депо СВАРЗ-ТБЭС (херсонский бортовой номер — 88, прежний харьковский — 401); общее число машин в парке достигло 87.
В декабре 1967 г. открылся маршрут № 7: Жилпосёлок — Забалка — Гидропарк. В депо насчитывалось 110 троллейбусов.

### 1970-е
С 1972 г. городской троллейбусный парк стал пополняться новыми комфортабельными троллейбусами ЗиУ-9, составляющими его основу и на сегодняшний день.
30 мая 1973 г. начал работать маршрут № 8: ХБК — Площадь Победы. С 22 апреля 1975 г. его продлили от Площади Победы по улицам Розы Люксембург (ныне Сретенской) и Полтавской до Нефтебазы.
5 ноября 1973 г. начал функционировать маршрут № 9: Речпорт — Площадь Победы. С 19 января 1976 г. он был продлён от Площади Победы до Шуменского микрорайона; его обслуживали 14 троллейбусов ЗиУ‑9.
8 ноября 1974 г. открылся маршрут № 10: ХБК — кинотеатр «Салют».
24 декабря 1974 г. маршрут № 11 соединил Северный посёлок с Овощебазой на проспекте Сенявина и Площадью Победы. 1 декабря 1978 г. его линии был продлены сквозь исторический центр города до Речпорта и охватили ряд промышленных предприятий, таких как Завод карданных валов и швейная фабрика «Большевичка» (ныне «Красень»).
Не ранее 1978 г. троллейбусная линия по улице Залаэгерсег была продлена до Бериславского шоссе; маршруты № 1, № 3, № 8, № 10 вместо площади 50-летия СССР стали разворачиваться возле 3-й фабрики ХБК (ныне ТРЦ «Фабрика»).

### 1980-е
Введение в 1984 г. маршрута № 12, охватившего Таврический микрорайон, позволило значительно улучшить пассажирское обслуживание его жителей, прежде всего, текстильщиков ХБК и комбайностроителей завода имени Петровского. В подготовке новой линии принимали участие десятки предприятий и организаций областного центра.
К 1985 году судозаводской маршрут № 6 практически исчез с улиц. В центре города было гораздо проще дождаться № 4, а на Жилпосёлке предпочитали № 7, «срезавший» путь до площади Корабелов через Забалку; оба останавливались всего в 150…200 метрах от проходной Судозавода. Кроме того, подвижного состава не хватало маршруту № 12, продлённому до улицы Ворошилова (ныне Владимира Великого) в недавно застроенном 2-м Таврическом микрорайоне. 5 ноября 1986 г. маршрут № 6 был официально закрыт. Вместо него от кинотеатра «Салют» к Судозаводу были запущены утренние и вечерние рейсы, обозначавшиеся на схемах как 5А, однако в троллейбусном депо не сделали соответствующие трафареты номеров, поэтому троллейбусы этого маршрута не имели внешних отличий от № 5, и о направлении следования объявляли водители.
В 1987 г. для снижения нагрузки на маршруты № 9 и № 12 в часы пик их стали дополнять укороченными вариантами, следовавшими до Жилмассива с разворотом по переулку Казацкому — проспекту Ушакова — переулку Пугачёва. 3…4 троллейбуса на маршруте № 9У (с 20 октября 1990 — № 14) и 6 — на маршруте № 6 обслуживали соответственно Шуменский и Таврический микрорайоны; также планировался, но не был запущен № 18 — для Северного посёлка. Обычно пиковые маршруты обслуживались машинами в значительной мере выработавшими свой ресурс и уже не пригодными для эксплуатации с полной нагрузкой.
8 июня 1988 г. на маршруте № 12 был осуществлён пробный рейс троллейбусного поезда № 361+362, способного перевозить до 250 пассажиров одновременно. Впоследствии были изготовлены ещё 9 таких троллейбусных поездов, работавших на маршрутах № 1 и № 12. В основе каждого лежали два вагона ЗиУ‑9, сцепленные по адаптированной системе Владимира Веклича. Ленинградский завод по ремонту электротранспорта по материалам полученным из Киева и Алма-Аты разработал рабочую документацию и наладил выпуск сцепного оборудования; практику херсонские водители проходили в Санкт-Петербурге. Впоследствии троллейбусные поезда были расцеплены (последний — в 2002 г.) и ещё некоторое время эксплуатировались как одинарные.

### 1990-е
На 1990 г. длина контактной сети херсонского троллейбуса составила 117.3 км; её обслуживали 167 ЗиУ-9 (а также 3 служебных КТГ). 13 маршрутов связали все основные микрорайоны и жилмассивы города, в октябре был открыт 14‑й. В районе Николаевского шоссе заложено второе депо на 200 машин.
В 1992…1994 гг. в городской троллейбусный парк поступили шарнирно-сочленённые трёхосные троллейбусы — 17 ЗиУ-10 и 2 экспериментальных ЮМЗ‑Т1Р (бортовые номера 450 и 451). Последние 1‑го и 5‑го января 2001 г. в ходе капитального ремонта на заводе-изготовителе были переделаны в одинарные ЮМЗ‑Т2П, после чего продолжили работать в Херсоне; с конца 2012 г. стоя́т на приколе.
В марте 1993 г. открылся музей Херсонского Троллейбусного Управления (ХТУ), на стендах которого представлены все периоды развития предприятия. Сотрудник ХТУ В. И. Домущей изготовил макеты троллейбусов от МТБ‑82Д до ЗиУ‑9, территории предприятия и незавершённого 2‑го депо. Там хранятся многочисленные кубки футбольной команды, грамоты, вымпелы, подарки…
В 1995 г. открылся маршрут № 15, соединивший ХБК и Шуменский микрорайон. Ежедневно на городские линии выходили 100…105 троллейбусов. За 35 лет эксплуатации херсонских троллейбусов ими было перевезено более 1.7 млрд пассажиров.
Решением исполнительного комитета Херсонского городского совета депутатов № 628 от 27.05.1996 г. Херсонское Троллейбусное Управление было переименовано в Государственное Коммунальное Предприятие «Херсонэлектротранс».

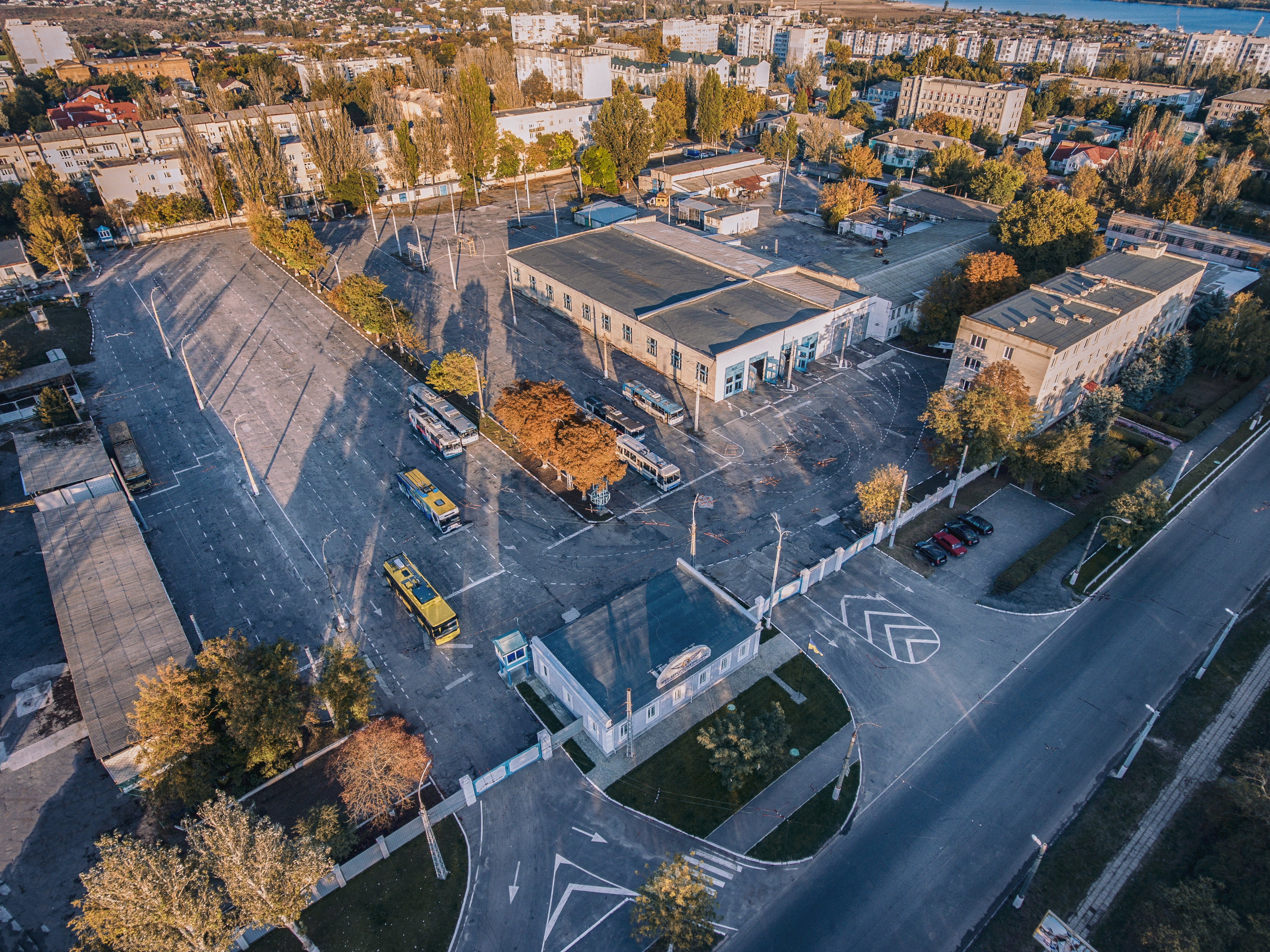
Коммунальное предприятие г. Херсон, Херсонэлектротранс

### 2000-е
В 2002 г. городу от имени Президента Украины Л. Д. Кучмы была подарена партия троллейбусов ЮМЗ-Т2, получивших бортовые номера 471…480.
В 2004 г. поступает очередная партия ЮМЗ‑Т2. 24 марта парк пополнился двумя машинами, спустя пару дней — ещё четырьмя, и ещё одна пришла в сентябре. Им присвоили бортовые номера 481…487.
В 2007 г. город получает 1 троллейбус ЮМЗ‑Т2, бортовой номер 488.
В феврале 2008 г. поступают первые в городе троллейбусы ElectroLAZ-12, получившие бортовые номера 489 и 490.

### 2010-е
18 марта 2015 г. из Киева прибыли два подержанных ЮМЗ‑Т2 2003 года выпуска. Машины должны были поступить ещё в ноябре 2014, но были задержаны из-за задолженности ГКП «Херсонэлектротранс» перед Пенсионным фондом Украины в размере 8 миллионов гривен. Троллейбусы прошли реконструкцию в херсонском депо и 17 июня вышли на линию под бортовыми номерами 491 и 492.
В ноябре 2017 г. поступили новые 4 троллейбуса Богдан Т70117, получившие бортовые номера 493…496. 13 января 2018 г. они вышли на маршрут № 1.
14 сентября 2018 г. в честь 240-й годовщины основания Херсона перед депо был установлен памятник «Троллейбус-трудяга» (использован троллейбус ЗиУ-682 с бортовым номером 421).
С 31 января до 3 февраля 2019 г. в город поступили 4 новых троллейбуса «Богдан», получившие бортовые номера 497…500. Они работают на 1 маршруте. 23 марта того же года троллейбусное управление получило купленный за свой счёт троллейбус марки Skoda 14 Tr. Он получил бортовой номер 501 и скорее всего, выйдет на маршрут № 3 или № 4 взамен устаревших ЗиУ-682.

### 2020-е
Во время российского вторжения и российской оккупации Херсона троллейбусное движение было приостановлено. Движение восстановилось 2 марта, после занятия города российскими войсками, но была повреждена контактная сеть и 6 ноября 2022 года, в связи с отсутствием электроэнергии, троллейбусное движение было прекращено. В декабре 2022 года 4 новые машины БКМ-321, которые раньше предназначались для Херсона, были вывезены в Луцк на хранение. 10 апреля 2023 года троллейбусы снова вышли на линию по трём маршрутам. В октябре и ноябре 2023 года управление транспорта Николаева передало Херсону четыре троллейбуса модели Škoda 14Tr с бортовыми номерами 3015, 3021, 3031 и 3034, которые в Херсоне получили новые, 503, 504, 505 и 506 соответственно.
Вечером 10 августа 2024 года троллейбусное движение было приостановлено из-за обстрела, в результате которого оказались повреждены 26 машин, линии в депо и бокс для ремонта.

## Подвижной состав
Полужирным выделены марки и модели (модификации), остающиеся в эксплуатации на 15 января 2018 г.
| Марка, модель (модификации)                                         | Период эксплуатации | Общее число | Бортовые номера | Назначение            |
| ------------------------------------------------------------------- | ------------------- | ----------- | --- | --------------------- |
| МТБ-82Д                                                             | 1960…1972           | 14          | 1…14 | 1…12                  |
| ЗиУ-5                                                               | 1961…1985           | 84          | 15…25, 30…34, 46…50, 65…68, 89…98, 124…140, 146…167, 278…280, 283…286, 304…306 | 1, 3…12               |
| Киев-5ЛА                                                            | 1962…1967 (1968?)   | 48          | 26…29, 35…45, 51…64, 69…87 | 1…12                  |
| СВАРЗ-ТБЭС                                                          | 1966…1982           | 1           | 88 | Служебный             |
| Киев-4                                                              | 1967…1975           | 30          | 99…123, 141…145 | 1…12                  |
| ЗиУ-9 / ЗиУ-682 (Б, В, В1УА, В [В00], В-012 [В0А], Г [Г00], УА, УП) | C 1972              | 274         | Б: 168…178; В: 179…277, 281…282, 287…303, 307…313, 315…335; В [В00]: 346…354, 356…375, 407 (до 1998—357), 426 (до 2001—364), 431 (до 2001—356); В-012 [В0А]: 376…417, 419 (до 2002—382), 448 (до 11.2003 — 409), 464 (до 2001—389); В1УА: 432 (до 2001—355); Г [Г00]: 418…437, 440…449, 462…464, 470; УА: 336; УП: 314, 337…345, 397 (до 21.03.2001 — 337), 433 (до 2002—344) | 1…15                  |
| КТГ-1                                                               | 1975(?)…1992        | 1           | ТГ-1 | Служебный             |
| КТГ-2                                                               | 1988…2000           | 1…12        | ТГ-2, ТГ-3 | Служебный             |
| ЗиУ-10 / ЗиУ-683 (Б [Б00], В01)                                     | 1992...2024         | 17          | Б [Б00]: 454…455, 461; В01: 438…439, 452…453, 456…460, 465, 465 (до 03.2011 — 438), 466…469 | 1…15                  |
| ЮМЗ-Т1                                                              | 1993…2002           | 2           | 450…451 | 9, 12                 |
| ЮМЗ-Т1Р                                                             | 2002…2017           | 2           | 450…451 | 3, 8, 9, 12           |
| ЮМЗ-Т2                                                              | С 2002              | 20          | 471…488, 491…492 | 1, 3, 4, 8, 9, 11, 12 |
| ЛАЗ-E193D1 / ElectroLAZ-12                                          | С 2008              | 2           | 489…490 | 1, 8                  |
| Богдан-Т70117                                                       | С 2018              | 8           | 493…500 | 1, Временно на 12     |
| Škoda 14Tr                                                          | C 2019              | 2           | 501, 502, 503, 504, 505, 506 | 3, 4, Временно на 8   |

## Маршруты

### Действующие на 30 апреля 2022 года
| №  | Маршрут                                 | Трасса | Протяжённость, км |
| -- | --------------------------------------- | --- | ----------------- |
| 1  | Железнодорожный вокзал — ТРЦ «Фабрика»  | проспект Ушакова — улица Перекопская — улица Залаэгерсег — Бериславское шоссе | 18.6              |
| 3  | Площадь Вячеслава Черновола — Гидропарк | улица Перекопская — проспект Ушакова — улица Соборная — улица Греческая — Островское шоссе — улица Патона — улица Шенгелия — улица Дорофеева — Островское шоссе                                                         | 25.2              |
| 4  | Жилпосёлок — Гидропарк                  | улица Комкова — улица Александровская — переулок Пугачёва — проспект Ушакова — улица Соборная — улица Греческая — Островское шоссе — улица Патона — улица Шенгелия — улица Дорофеева — Островское шоссе                 | 21.6              |
| 8  | Нефтебаза — ТРЦ «Фабрика»               | улица Полтавская — улица Сретенская — Николаевское шоссе — Казацкий переулок — улица Ильи Кулика — улица Залаэгерсег — Бериславское шоссе                                                                               | 19                |
| 9  | Шуменский микрорайон — Речной порт      | 1-я улица Верёвчина — проспект Святых Кирилла и Мефодия — улица Лавренёва — улица Ивана Богуна — улица Нефтяников — Николаевское шоссе — Казацкий переулок — проспект Ушакова — улица Соборная — улица Воронцовская     | 19.4              |
| 11 | Северный посёлок — Речной порт          | улица Николая Гринько — улица Нестерова — улица Некрасова — проспект 200-летия Херсона — улица Полковника Кедровского — Николаевское шоссе — Казацкий переулок — проспект Ушакова — улица Соборная — улица Воронцовская | (18.1)            |
| 12 | Таврический микрорайон — ТРЦ «Фабрика»  | улица Покрышева — улица 49-й Гвардейской Дивизии — проспект 200-летия Херсона — улица Полковника Кедровского — Николаевское шоссе — Казацкий переулок — улица Ильи Кулика — улица Залаэгерсег — Бериславское шоссе      | 22.5              |

### Закрытые
| №       | Маршрут                                                                           | Трасса | Протяжённость, км |
| ------- | --------------------------------------------------------------------------------- | --- | ----------------- |
| 2       | Железнодорожный вокзал — Речной порт                                              | проспект Ушакова — улица Ленина (Соборная) — улица Коммунаров (Воронцовская) | 8.5               |
| 5       | Кинотеатр «Салют» (Площадь Вячеслава Черновола) — Речной порт                     | улица Перекопская — проспект Ушакова — улица Ленина (Соборная) — улица Коммунаров (Воронцовская) | 18                |
| 5       | 3-я фабрика ХБК (ТРЦ «Фабрика») — Речной порт                                     | Бериславское шоссе — улица Залаэгерсег — улица Перекопская — проспект Ушакова — улица Ленина (Соборная) — улица Коммунаров (Воронцовская)                                                                              | 16.5              |
| 6       | Жилпосёлок — Судостроительный завод                                               | улица Комкова — улица Краснознамённая (Александровская) — переулок Пугачёва — проспект Ушакова — улица Ленина (улица Соборная — улица Греческая) — Островское шоссе — улица Судозаводская                              | (21)              |
| 6       | Таврический микрорайон — Жилмассив                                                | улица Покрышева — улица 49-й Гвардейской Дивизии — проспект 200-летия Херсона — улица Будённого (Полковника Кедровского) — Николаевское шоссе — Казацкий переулок — проспект Ушакова — переулок Пугачёва               | 13.1              |
| 7       | Жилпосёлок — Забалка — Гидропарк                                                  | улица Комкова — улица Краснознамённая (Александровская) — улица Сорокина (Качельная) — Островское шоссе — улица Патона — улица Шенгелия — улица Дорофеева — Островское шоссе                                           | 12.7              |
| 10      | 3-я фабрика ХБК (ТРЦ «Фабрика») — Кинотеатр «Салют» (Площадь Вячеслава Черновола) | Бериславское шоссе — улица Залаэгерсег — улица Перекопская | 9.3               |
| 13      | Железнодорожный вокзал — жилмассив Корабел                                        | проспект Ушакова — улица Соборная — улица Греческая — Островское шоссе — улица Патона — улица Шенгелия — улица Дорофеева — улица Патона                                                                                | 18                |
| 14 (9У) | Шуменский микрорайон — Жилмассив                                                  | 1-я улица Верёвчина — проспект Димитрова (Святых Кирилла и Мефодия) — улица Лавренёва — улица Ильича (Ивана Богуна) — улица Нефтяников — Николаевское шоссе — Казацкий переулок — проспект Ушакова — переулок Пугачёва | 13.1              |
| 15      | Шуменский микрорайон — площадь 50-летия СССР (Дубинды)                            | 1-я улица Верёвчина — проспект Димитрова (Святых Кирилла и Мефодия) — улица Лавренёва — улица Ильича (Ивана Богуна) — улица Нефтяников — Николаевское шоссе — Казацкий переулок — улица Илюши Кулика                   | 26                |

## Временные маршруты и инфраструктура
- Изначально маршруты № 3, 4, 7 шли по Островскому шоссе через Материальные ворота, фактически прямо по территории судостроительного завода; позднее их перенаправили на улицу Патона, а в 1995 г. по улицам Патона и Шенгелия был проведён новый путь, охвативший по периметру жилмассив Корабел. Сначала его обслуживал специально созданный для этого маршрут № 13, разворачиваясь на площади возле 70‑й проходной. Позднее маршруты № 3, 4 и 7 тоже стали огибать Корабел, по пути в Гидропарк. Прежняя линия на улице Патона при этом используется как резервная при проведении ремонтных работ на основной и для сезонных спецрейсов (см. ниже); старая, на Островском шоссе, была демонтирована полностью к концу 1990-х: там планировалась (но так и не состоялась) постройка дополнительных цехов судозавода.
- Открытый в 1966 г. маршрут № 6 курсировал между Жилпосёлком и судостроительным заводом (разворачиваясь на отдельном кольце возле центральной проходной) и предназначался для перевозки работников судозавода . Однако со своей задачей справлялся неважно, в основном из-за плохого обеспечения подвижным составом и почти полной идентичности маршруту № 4. Последний в центре города ходил гораздо чаще, а на Жилпосёлке предпочитали № 7,"срезавший" путь к площади Корабелов через Забалку. Поэтому, когда в период активной стройки и заселения микрорайона Таврический возникла острая нехватка троллейбусов маршрута № 12, маршрут № 6 был ликвидирован. Спустя 7 месяцев под его номером открылся совершенно другой маршрут, помогавший справляться с пиковыми нагрузками на Таврическом направлении.
- Тем не менее необходимость прямого транспортного сообщения с судозаводом осталась, поэтому к нему было решено пустить утренние и вечерние рейсы от кинотеатра «Салют» под номером 5А. Однако в депо не удосужились сделать соответствующие трафареты номеров, поэтому троллейбусы этого маршрута не имели внешних отличий; о следовании до судозавода объявляли водители. В первой половине 1990-х к судозаводу также пускали спецрейсами маршруты № 7, 13. С 2001/02 года кольцевая линия возле судозавода перестала использоваться, а в 2004/05 году была демонтирована.
- № 7, как и № 4, ходил между Жилпосёлком и Гидропарком, однако с улицы Краснознамённой на площадь Корабелов добирался коротким путём по улице Сорокина (не заезжая в центр). С 1994 г. перестал заходить в Гидропарк, в 1998 был закрыт. На период с марта 2002 по май 2004 г. возобновил работу, доставляя рабочих. Летом 2003 г. на маршрут выходили 2 машины, следовавшие до Гидропарка (без захода в жилмассив Корабел). После реконструкции моста через Кошевую маршрут больше не использовался, а в мае 2008 г. троллейбусная линия по улице Сорокина была разобрана.
- В первой половине 1980-х маршруты № 1, 3, 10 от площади 50-летия СССР (нынешней площади Дубинды) следовали по другой стороне улицы Залаэгерсег почти до больницы, предположительно на время постройки подземного перехода на ХБК.
- В середине 1980-х при возведении многоквартирных жилых домов на Жилпосёлке конечная маршрутов № 4, № 6 и № 7 из соображений безопасности была перенесена на Садовую-Луговую-Войкова. По окончании работ её восстановили на улице Комкова; на прежнем месте сохранились опоры и растяжка контактной сети.
- В конце 1980-х в связи с проведением грунтовых работ на улице Полтавской маршрут № 8 временно разворачивался на Жилпосёлке.
- Изначально маршрут № 11 включал в себя проспект Сенявина от дорожной развязки перед Междугородним автовокзалом до Овощной базы и отрезок улицы Некрасова между Овощной базой и проспектом 200 лет Херсона. С августа 2002 г. соответствующие линии были сняты, а маршрут перенаправлен на проспект 200 лет Херсона.
- C 1978 года № 11 шёл с Северного посёлка по ул. Филатова, а оттуда — по улицам Краснознамённой — Рабочей — Коммунаров — в Речпорт. Около 1988 г. эту линию разобрали в связи с планами по расширению Завода карданных валов, а маршрут до Речпорта пустили по проспекту Ушакова.
- От Речпорта к Площади Победы № 11 выезжал по улицам Коммунаров — Ленина — Октябрьской революции — Свердлова — Спартаковскому переулку — Клары Цеткин — Филатова — Розы Люксембург. Эта линия проработала до 1991 г., и была снята после обрушения Панкратовского моста, а маршрут № 11 стал ходить между Северным посёлком и жилмассивом на проспекте Ушакова. С сентября 2002 г. он снова идёт в Речпорт\из Речпорта, но по проспекту Ушакова, практически полностью дублируя на этом участке маршрут № 9.
- До 1993/94 года на Одесской площади находилась троллейбусная диспетчерская, возле которой останавливались на обед маршруты № 11 и № 13; последний при этом следовал под № 2 от железнодорожного вокзала (и до него на обратном пути). Для стоянки троллейбусов использовалось внутреннее кольцо контактной сети, демонтированное в начале 2000-х годов.
- В апреле-августе 2004 г. во время реконструкции моста через Кошевую маршруты № 3 и № 4 разворачивались на площади Корабелов; с 22 августа троллейбусное сообщение с Островом возобновилось.
- В мае-июне 2010 г. во время реконструкции площади Победы маршрут № 4 ходил в Речпорт; № 8 и № 9 временно не работали; № 11 и № 12 следовали по своему обычному маршруту.
- 18 мая 2012 г. был введён экспериментальный маршрут № 3Ф сообщением 3-я фабрика ХБК — Площадь Победы — Гидропарк, работавший по пятницам, субботам и воскресеньям. Востребованным он так и не стал из-за потери времени на разворот по Площади Победы и большого интервала хождения (его обслуживали всего 3 троллейбуса).
- В связи с увеличением пассажирского потока к Гидропарку в июле-августе иногда пускали безномерные спецрейсы: с Железнодорожного вокзала и Таврического (в 2005, по выходным), с Шуменского и Таврического (в 2011, по пятницам, субботам и воскресеньям). Ещё один безномерный рейс в середине 2000-х ходил между Речпортом и Таврическим, разворачиваясь на площади 40 лет Победы (район «Три штыка»).
- Возле кинотеатра «Украина» находилась троллейбусная остановка. Она была перенесена к Центральному универмагу после его открытия.
- Ранее по чётной стороне проспекта Ушакова в районе жилмассива располагались две троллейбусных остановки. Одна — между переулком Пугачёва и улицей Илюши Кулика — сохранилась до сих пор, от другой, возле нынешнего экономико-правового колледжа осталась только лавка поперёк газона. Обе перестали использоваться в 1991 г. после обустройства остановки на перекрёстке проспекта Ушакова и улицы Илюши Кулика.

## Нереализованные проекты
С целью улучшить транспортного сообщения между разными районами города, а также пригородами, было запланировано открытие ещё нескольких маршрутов. Но с распадом СССР троллейбусное хозяйство Херсона стало постепенно приходить в упадок: из-за износа вагонов традиционный дефицит подвижного состава сделался катастрофическим. Была закрыта половина прежних маршрутов, открытие новых в таких условиях становилось нереальным. Хотя перспектива постройки троллейбусных путей до Алёшек впоследствии неоднократно становилась темой для обсуждений, носивших, впрочем, преимущественно спекулятивный характер.
В следующей таблице перечислены маршруты, которые так и не вышли на улицы Херсона (совсем или в полном объёме).
| №  | Маршрут                                                                               | Протяжённость, км |
| -- | ------------------------------------------------------------------------------------- | ----------------- |
| 10 | ТРЦ Фабрика — г. Олешки (Речпорт)                                                     | 32                |
| 16 | Мкр Шуменский — Юго-западный промышленный район (улица Домостроительная)              | 6.5               |
| 17 | Аэропорт — Речной порт                                                                | 20                |
| 18 | Мкр Северный — проспект Независимости                                                 | 16                |
| 19 | Шуменский мирорайон — Таврический микрорайон                                          | 22                |
| 20 | Херсон — г. Олешки (автовокзал) — Голая Пристань (автовокзал) — Скадовск (автовокзал) | 150               |

Также маршрут № 14 планировалось пустить по улице Ильича (нынешняя Ивана Богуна) прямиком до площади Цюрупы (ныне Белозерская). В 1994 г. на участке между площадью и перекрёстком улиц Ильича и Лавренёва даже повесили контактную сеть, однако впоследствии она была демонтирована.
Троллейбусное депо по улице Залаэгерсег к началу 90-х годов уже не соответствовало тогдашним потребностям. Поэтому в 1990 г. решением Горисполкома было выделено 10 гектаров земли под постройку крытого депо на 200 машин в районе Северного посёлка, недалеко от издательства «Надднепрянская правда». К 1995 г. были возведены административный корпус и каркасы боксов, до конца года планировалась сдача в эксплуатацию 1‑й очереди, а до конца следующего — 2‑й. Но впоследствии строительство встало и так и не было завершено. Административное здание разрушалось в результате действий вандалов и погодных условий и к 2005 году было окончательно разобрано. На 2015 год территория депо № 2 представляет собой пустырь.

### Пригородные линии
В июле 1981 года исполком Херсонского горсовета утвердил Генеральный план города, разработанный киевским институтом «Гипроград». «Гвоздём» проекта было строительство Цюрупинского пешеходно-автомобильного моста, создававшего предпосылку застройки левого берега Днепра как части Большого Херсона. В перспективе в него должны были войти Цюрупинск (ныне Алёшки), Голая Пристань и некоторые другие населённые пункты, в результате чего Херсон становился городом с полумиллионным населением. После окончания строительства моста планировалось связать старые районы с новыми троллейбусной линией от Херсона до Голой Пристани.
Из-за распада СССР и ряда последующих экономических кризисов начало строительства неоднократно откладывалось. В 2008 году предполагалось протянуть линии от площади Черновола до Цюрупинского речпорта и пустить 10 троллейбусов ЛАЗ-Е183 от железнодорожного вокзала. Проект должен был быть сдан в эксплуатацию к 2015 году, но работы так и не начались, а в связи с тяжёлым экономическим положением Украины после событий 2014 года, реализация проекта снова отодвигается, теперь уже на совсем неопределённый срок.